# Onthophagus discedens
Onthophagus discedens är en skalbaggsart som beskrevs av Sharp 1875. Onthophagus discedens ingår i släktet Onthophagus och familjen bladhorningar. Inga underarter finns listade i Catalogue of Life.